# Autoroute espagnole MA-40
La MA-40 appelée aussi Hiperronda de Malaga où Segunda Ronda de Circunvalación Oeste est une autoroute en construction entre Malaga et Torremolinos, en Espagne.
Elle est destinée à contourner l'aire métropolitaine de Malaga par l'ouest pour décharger le trafic sur l'actuelle rocade ouest.

En effet, elle va permettre de desservir toute la zone nord-ouest de la métropole (Aéroport de Malaga, Parc Technologique d'Andalousie...) afin de contourner la Province de Malaga.
Elle va permettre d'éviter l'agglomération de Malaga en provenant du nord de l'Espagne (Madrid, Cordoue...) et à destination de la Costa del Sol (Marbella...) et de la Costa Gaditana (Algésiras...)
La MA-40 sera au norme autoroutière avec au minimum 2x2 voies séparée par un terre plein central.
Depuis son ouverture, la rocade empruntée par l'A-7 devient MA-20, tandis que la MA-40 devient A-7.

## Tracé
- Elle va débuter à Torremolinos où va se déconnecter de l'A-7 et emprunter un tunnel de 1280m.
- Elle va contourner l'Aéroport de Malaga par le nord pour ensuite traverser le Guadalhorce par un long viaduc de 840m.
- Elle croise ensuite l'A-357 à hauteur du Centre de Transport de Marchandises (Centro de Transportes de Mercancias)
- Elle va contourner ensuite Puerto de la Torre par le nord. De là viendra se connecter la future AP-46 qui double l'A-45.
- Elle enchaine plusieurs viaducs avant de se connecter à l'A-7 après le croisement avec l'A-45.

## Sorties
| Numéro de la sortie | Nom de la sortie | Bifurcation |
| ------------------- | --- | ----------- |
|                     | Marbella - Estepona - Algésiras | A-7         |
|                     | Tunnel de Churriana |             |
| 04                  | Coin - Alhaurin de la Torre Aéroport de Malaga                                                                                                | A-404       |
|                     | Cartama Zones Industrielles - Université de Malaga - Centre de Transport de Marchandises de Malaga Malaga Ouest - Malaga-Avenida de Andalucia | A-357       |
| 05                  | Puerto de la Torre | A-7075      |
|                     | Cordoue - Madrid Séville - Grenade | AP-46       |
|                     | Malaga Nord Cordoue - Madrid A-45 Séville - Grenade A-92 Motril - Almeria                                                                     | A-7         |